# Nicolas Cotoner
Nicolas Cotoner y de Oleza (Mallorca, 1608 – Málta, 1680. április 29.) spanyol nemes, a Jeruzsálemi Szent János Ispotályos Lovagrend 61. nagymestere, elődének testvére.

## Élete
1608-ban született Mallorca szigetén Marc Antoni Cotoner i de Santmartí fiaként. 1625-ben lépett a rend tagjai közé, novíciátusát Máltán töltötte. Testvére halála után 1663-ban választották a rend nagymesterévé. Legnevezetesebb tette a Három Város körüli erődítések megépíttetése volt, amelyet róla azóta is Cottonera Lines néven ismernek. Ezután adta Bormla városának a Città Cottonera nevet. Ő bízta meg Mattia Preti festőt a Szent János-társkatedrális barokk díszítésének elkészítésével. 1674-ben anatómiai iskolát alapított a Sacra Infermeria (a rend kórháza Vallettában) keretei között, valamint ő fogalmazta meg olaszul a rend szabályzatát.